# D 815 (Türkei)
Die Straße D 815 (Devlet yolu 815) ist eine 302 km lange Straße in der Türkei. Sie führt von Pınarbaşı (Kayseri) an der West-Ost-Achse D 300 über Adana an die Küste am Golf von İskenderun, an dem sie in Karataş (Adana) endet.

## Verlauf
Von Pınarbaşı verläuft die Straße nach Süden über die Pässe Dokuzdolambaç Geçidi (1710 m) und Demirci Geçidi (1890 m) an Sarız vorbei nach Yeşilkent. Dort verfolgt die D 825 weiter die Richtung nach Süden, während die D 815 nach Südwesten abbiegt und über den Pass Kan Geçidi (1565 m) führt. Südlich von Tufanbeyli wendet sie sich nach Südsüdosten und verläuft über den Pass Obrukbeli (1630 m) und Saimbeyli nach Feke und weiter nach Kozan, wo die D 817 abzweigt. Die D 815 führt nach Südwesten über İmamoğlu nach Adana weiter und quert kurz vor der Stadt die Autobahn Otoyol 52 (Europastraße 90) sowie in der Stadt die West-Ost-Achse der D 400. Der letzte Abschnitt der Straße führt von Adana nach Karataş an der Mittelmeerküste.